# Meta Platforms
Meta Platforms, Inc (antigament anomenada Facebook, Inc) és una empresa multinacional estatunidenca del sector de les tecnologies de la comunicació i continguts a internet, que té la seva seu a Menlo Park a l'estat de Califòrnia als Estats Units. Va ser fundada per Mark Zuckerberg, juntament amb els seus companys d'habitació (Eduardo Saverin, Andrew McCollum, Dustin Moskovitz i Chris Hughes) quan estudiava a la Universitat Harvard. Originalment, el nom de la plataforma va ser «TheFacebook.com», l'actual xarxa social Facebook. És una de les cinc grosses empreses de tecnologia, juntament amb Microsoft, Amazon.com, Apple Inc i Alphabet Inc.
Meta ofereix altres serveis i productes més enllà de la plataforma Facebook, que inclouen Facebook Messenger, Facebook Watch i Facebook Portal. També, fa relativament poc, va adquirir Instagram, WhatsApp, Oculus VR, Giphy i Mapillary, a més de tenir una participació del 9,9% a Jio Platforms
El 8 d'abril de 2011, Facebook va comprar Instagram per 2000 milions de dòlars i, més tard, el febrer del 2014, adquireix WhatsApp per 19000 milions de dòlars. L'octubre del 2021, mitjans de comunicació van informar que l'empresa matriu de Facebook considerava canviar-se el nom «per a reflectir el seu enfocament a construir el metavers». Finalment, es rebatejada com a Meta a l'octubre d'aquell any. El terme «meta» prové del grec i significa «més enllà», indicant aquesta nova etapa futurista.

## Història
Per a més informació, visita: Facebook (Història).
Facebook va sol·licitar una oferta pública inicial (OPI) l'1 de febrer del 2012. El full informatiu deia que la companyia cercava recaptar uns 5 mil milions de dòlars. El document, anunciava que la companyia tenia 845 milions d'usuaris actius mensuals i que el seu lloc web presentava 2700 milions de «m'agrada» i de comentaris diaris. Després de l'OPI, Mark Zuckerberg va mantenir una participació del 22% de la propietat de Facebook a més del 57% de les accions.
Underwriters va valorar les accions a 38 dòlars cada una, fixant així el preu de l'empresa en 104 mil milions de dòlars, la valoració més grossa feta mai fins aleshores per una empresa que cotitza a la borsa.
El 16 de maig, un dia abans de l'OPI, Facebook anuncià que vendria un 25% més de les accions que tenia previstes a causa de l'alta demanda. l'OPI va recaptar 16 mil milions de dòlars, i així fou la tercera més grossa en la història dels Estats Units (per davant d'AT&T Wireless i per darrere de General Motors i Visa). L'alt preu de les accions va deixar la companyia amb la capitalització de mercat més alta de totes les empreses estautounidenques, superant de lluny companyies com Amazon, McDonalds, Disney i Kraft Foods. La participació de Zuckerberg va arribar a valdre 19 mil milions de dòlars.

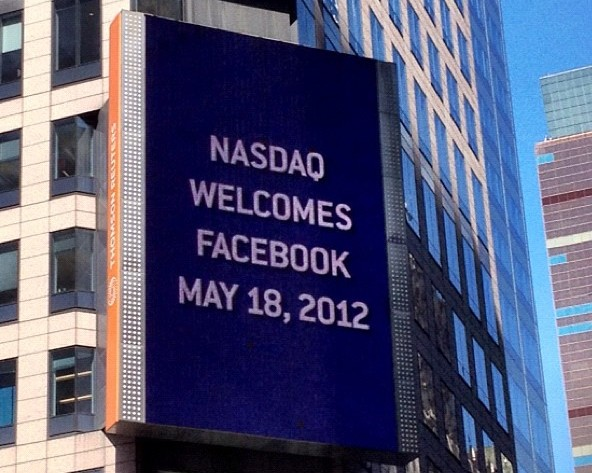
Una cartellera a l'edifici de Thomson Reuters dona la benvinguda a Facebook al NASDAQ, 2012.

El 18 de maig, dia en què s'havien de començar a negociar les accions en borsa, la venda es retardà per mor de problemes tècnics amb la borsa NASDAQ. Les accions van lluitar per mantenir-se per sobre del preu de l'OPI durant la major part del dia, la qual cosa que va obligar els subscriptors a continuar recomprant-les per a poder mantenir el preu. En el moment de tancament, les accions es van valorar a 38,23 dòlars, només un 0,23 per sobre del preu de l'OPI i 3,82 per sota del valor de la campanya d'obertura, la qual cosa que la premsa financera va considerar com una gran decepció. Tot i aquest entrebanc, l'acció va establir un nou rècord pel volum de negociació d'una OPI. Finalment, a la fi de primera setmana completa de l'acció es va fixar a 31,91 dòlars: una baixa del 16,5%.
El 22 de maig del 2012, els reguladors de la Financial Industry Regulatory Authority (FINRA) de Wall Street anuncien que s'havia començat a investigar si els bancs que havien suscrit a Facebook havien compartit informació de manera irregular, només amb clients seleccionats i no amb tot el públic en general. Aquestes acusacions van provocar la fúria d'alguns inversors i això va desencadenar en diverses demandes, una d'elles col·lectiva que reclamava més de 2.5 mil milions de dòlars en pèrdues, a causa de l'OPI. Bloomberg va estimar que els inversors minoristes haurien pogut perdre uns 630 milions de dòlars en accions de Facebook des del seu debut.
Standard & Poor's va afegir Facebook, Inc. al seu índex, denominat com a S&P 500 el 21 de desembre del 2013.
Al maig del 2019, Facebook funda Libra Networks suposadament per a desenvolupar la seva pròpia criptomoneda estable. Tot i això, s'informa que aquesta companyia tenia el suport de companyies de tipus financer com Visa, Mastercard, PayPal i Uber. S'esperava que el consorci d'empreses acabés ajuntant la suma de 10 milions cada un per a poder finançar el llançament d'aquesta criptomoneda, que anomenarien Libra. Finalment, a causa de la gran allau de crítiques, molts dels socis, com PayPal es van fer enrere i van abandonar el projecte conjunt amb Facebook. Poc després, la companyia va canviar el seu nom per Diem.
Diem pretén estendre la revolució pel que fa als pagaments en línia, que originalment ja va iniciar PayPal, que permetia pagaments, depòsits i transferències quasi gratuïtes. Voldria proporcionar als 1.700 milions usuaris, l'accés a una alternativa segura, sobretot per a tots aquells que no disposen d'un compte bancari, a més d'una criptomoneda, desenvolupada per Diem Association per a presentar una stablecoin (criptomoneda amb un valor estable) vinculada al dòlar estatunidenca durant el 2021. Aquesta comptaria amb el suport d'Uber, Spotify o Shopify.
Durant l'octubre de 2021, els mitjans de comunicació van informar que l'empresa matriu planejava canviar-se el nom per a poder «reflectir el seu enfocament en la construcció del metavers». El 28 d'octubre de 2021, el conglomerat va ser reanomenat com a Meta Platforms, Inc.

## Adquisicions
Al llarg de la seva existència, Meta ha adquirit diverses empreses.
- A l'agost del 2009, Facebook va adquirir FriedFeed per un valor de 50 milions de dòlars[28][29]
- Durant el març de 2011, Facebook va comprar la startup israeliana Snaptu per un valor aproximat de 60.000 milions de dòlars.[30]
- L'abril del 2012 va comprar Instagram per un valor aproximat de mil milions de dòlars en efectiu i en accions, una de les adquisicions més grosses fins aleshores.[31][32]
- També el 2012 adquireix la companyia israeliana Face.com per un valor de 100 milions.
- A principi del 2013, Facebook compra Atlas Advertiser Suite per un valor de 100 milions de dòlars.[33]
- El febrer del 2014, Facebook adquireix WhatsApp, per a 19 000 milions de dòlars en efectiu i accions.[34][35] Més tard, el mateix any, compra l'empresa de realitat virtual Oculus VR per a 2,3 mil milions de dòlars en accions i efectiu.[36] Aquest va presentar el seu primer casc de realitat virtual per consumidors el 2016, l'Oculus Rift.[37]
- A finals de juliol del 2019, la companyia acaba anunciant que estava sota investigació per antimonopoli per part de la Comissió Federal de Comerç (FTC).[38] Tot i així, el novembre va comprar el desenvolupador de jocs Beat Games, que va desenvolupar un dels títols de realitat virtual més populars d'aquell any, Beat Saber.[39]
- Durant l'abril del 2020, Facebook va anunciar un acord de 5,7 mil milions de dòlars amb la multinacional índia Reliance Industries per a comprar uns 10% de Jio Platforms, l'entitat de serveis i mitjans digitals de Reliance.[40][41]
- El maig del 2020, Facebook compra Giphy per un preu en efectiu de 400 milions de dòlars.[42]

### Despesa en grups de pressió
Durant 2020, Facebook, Inc. va gastar 19,7 milions de dòlars en grups de pressió o lobbying, i va contractar 79 lobbistes. Un any abans, el 2019, ja s'havia gastat uns 16,7 milions de dòlars en lobbying o grups de pressió i tenia un equip de 71 membres, més que el 2018, que s'havia gastat 12,6 milions de dòlars i en tenia 51.

### Reconstrucció de marca
Després d'un llarg període, les notícies van començar a filtrar a finals d'octubre sobre un pla de Facebook per a reanomenar la companyia. El 25 d'octubre, durant la presentació de resultats del tercer trimestre (una conferència a través d'internet entre l'administració d'una companyia, analistes, inversors i mitjans de comunicació per a presentar i comentar els resultats finançers de la companyia durant un període, normalment durant un trimestre o any fiscal) Mark Zuckerberg va tractar les crítiques continues sobre el serveis socials que oferia la companyia i també sobre la manera en la que operava, apuntant cap a els grans esforços per a poder construir un metavers - sense mencionar en cap moment el renombrament i el canvi de nom. Aquesta nova visió sobre el metavers i el canvi de nom a Meta Platforms es va introduir finalment durant l'esdeveniment de Facebook Connect, el dia 28 d'Octubre del 2021. Basat en la seva campanya de relacions públiques, el canvi de nom reflecteix com la companyia, a llarg termini, vol enfocar-se en construir el metavers, una extensió digital del món físic fet a través de xarxes socials, realitat virtual i realitat augmentada.
«Meta», ja havia estat registrada com a marca comercial als Estats Units el 2018 per màrketing, publicitat i serveis informàtics, per una companyia canadiense (Meta PC) que abastava anàlisis big data de literatura científica. Aquesta companyia va ser adquirida el 2017 per Chan Zuckerberg Initiative (CZI), una fundació creada per Mark Zuckerberg i la seva dona, Priscilla Chan, que va esdevenir un dels seus projectes. Pròximament, amb reconstrucció de la marca Facebook/Meta, CZI ha anunciat definitivament que deixara de prioritzar el projecte inicial de Meta i que, en conseqüència, transferirà els seus drets a Meta Platforms, fent que el projecte arribés al seu final durant 2022.

## Estructura

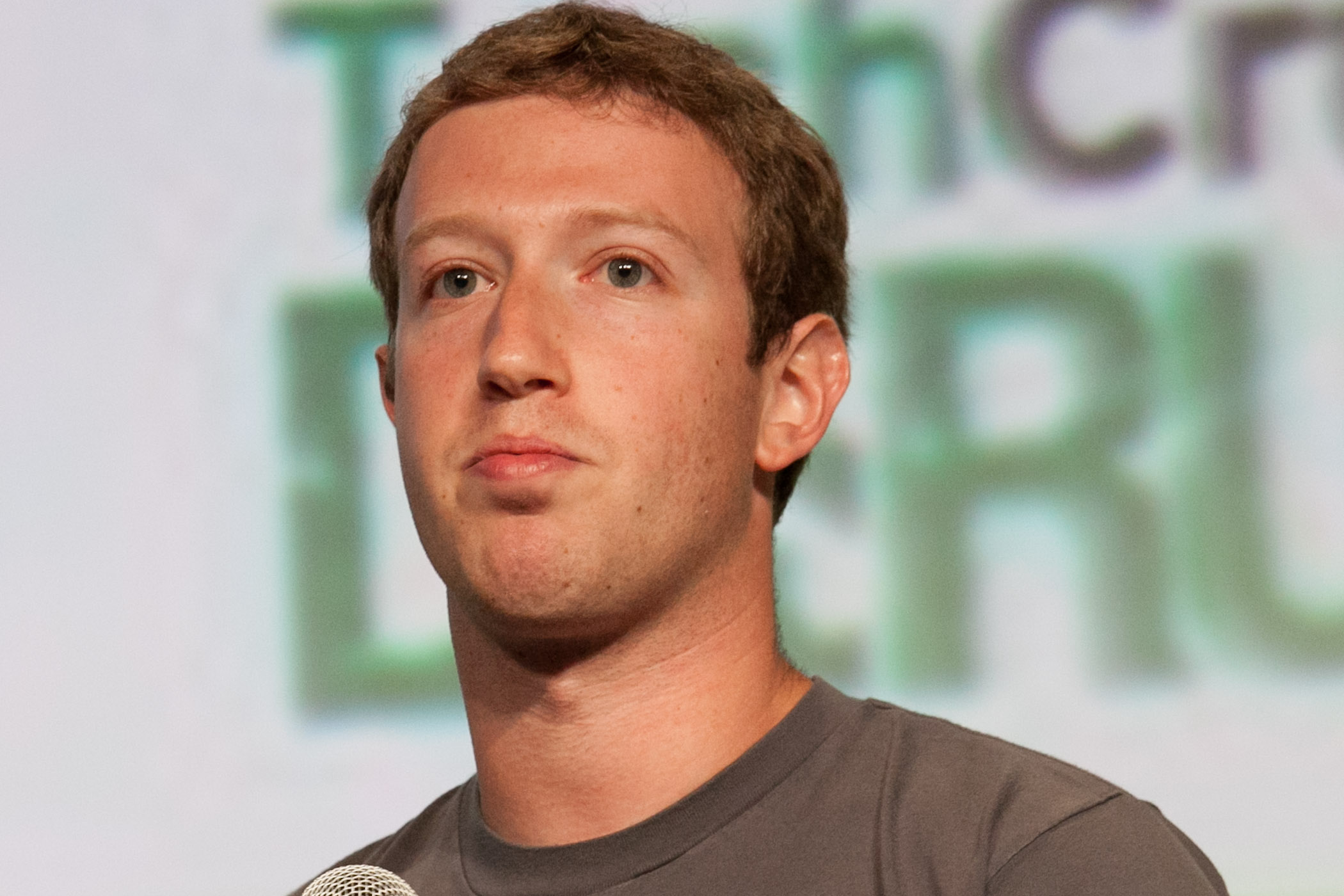
Mark Zuckerberg, cofundador, president, conseller delegat i accionista majoritari de Meta Inc.

### Personal d'administració
El personal d'administració clau de Meta consisteix en:
- President i Director Executiu i Fundador: Mark Eliot Zuckerberg (Mark Zuckerberg)
- Vice-President i directora d'operacions: Dawn Carfora[58]
- Directora operativa: Sheryl Sandberg[59]
- Director de finances: David Wehner
- Director de tecnologia: Michael Todd Schroepfer
- Director de producte: Chris Cox[60]

Al desembre del 2020, Meta tenia la xifra de 58,604 empleats, un 30,4% més any rere any.

### Comitè executiu
Durant l'octubre del 2021, el comitè executiu de Meta consisteix dels següents directors;
1. Mark Zukerberg (president, fundador i director executiu I CEO)
2. Sheryl Sandberg (directora executiva i CEO)
3. Peggy Alford (directora no-executiva, vice-presidenta executiva, directiva de vendes, PayPal).
4. Marc Andreessen (director no-executiu, co-fundador de Andreessen Horowitz)
5. Drew Houston (director no-executiu, president i CEO de Dropbox)
6. Nancy Killefer (directiva no-executiva, sòcia principal de McKinsey & Company)[63]
7. Robert M. Kimmitt (director no-executiu, assessor principal de WilmerHale)
8. Peter Thiel (director no-executiu, co-fundador i antic CEO de PayPal, fundador i president de Clarium Capital)
9. Tracey Travis (directora no-executiva, vice-presidenta executiva i directiva financera de Estée Lauder Companies)[63]

### Governança corporativa
Un dels primers inversors i mentor de Zuckerberg, Roger McNamee, va descriure Facebook com «l'estructura d'adopció de decisions més centralitzada que havia vist mai en una gran empresa». Nathan Schneider, professor de ciències de la informació de la Universitat de Colorado a Boulder, va posicionar-se a favor de transformar Facebook com una plataforma cooperativa, on la governança i la propietat d'aquesta fos dels propis usuaris.
El cofundador de Facebook, Chris Hughes, va manifestar que Mark Zukerberg tenia tant de poder que la companyia s'havia convertit en un monopoli i, com a resultat, hauria de dividir-se en múltiples petites companyies. En un article d'opinió del diari New York Times, Hughes havia dit que estava preocupat per que Zuckerberg s'hagués sucumbit amb un equip que no fos prou competitiu i cridava els reguladors de U.S que fessin possible la seva divisió. Aquest manifest va tenir el suport de molts polítics dels Estats Units.
Margrethe Vestager, Comissària europea de la Compètencia, va explicar que la divisió de Facebook hauria de fer-se només com a últim recurs i que, tot i així, no resoldria els problemes interns de Facebook.

## Ingresos
Facebook ocupa la posició 34 en la llista Fortune 500 de 2021 de les companyies més grossos dels Estats Units per ingressos, en tenir gairebé la suma de 86 bilions de dòlars en ingressos, majoritàriament per la venda d'espais de publicitat. Una anàlisi feta el 2017 va determinar que l'empresa va guanyar 21,20 dòlars per usuari per la publicitat.
| Any  | Ingressos | Creixement |
| ---- | --------- | ---------- |
| 2004 | 0.4       | —          |
| 2005 | 9         | 2150%      |
| 2006 | 48        | 433%       |
| 2007 | 153       | 219%       |
| 2008 | 280       | 83%        |
| 2009 | 775       | 177%       |
| 2010 | 2.000     | 158%       |
| 2011 | 3.711     | 86%        |
| 2012 | 5.089     | 37%        |
| 2013 | 7.872     | 55%        |
| 2014 | 12.466    | 58%        |
| 2015 | 17.928    | 44%        |
| 2016 | 27.638    | 54%        |
| 2017 | 40.653    | 47%        |
| 2018 | 55.838    | 38%        |
| 2019 | 70.697    | 27%        |
| 2020 | 85.965    | 22%        |

### Nombre d'anunciants en actiu
Durant febrer de 2013, Facebook va anunciar que havia arribat a la xifra d'un milió d'anunciants actius, on la major part de guanys provenien de les petites empreses. Aquests xifra va augmentar considerablement el 2015, quan va superar els dos milions. Un anunciant actiu, és aquell que ha fet propaganda a la plataforma durant els últims 28 dies. Aquesta xifra va en augment, i al febrer del 2016, va anunciar la xifra de 3 milions d'anunciants actius, la major part, el 70%, provinents de fora dels Estats Units. Aquesta xifra creix exponencialment durant novembre del 2017, on ateny sis milions, mentre que el 2019 ja són vuit milions d'anunciants, i el 2020 ja són deu milions.
El màrqueting a Facebook funciona per dos mètodes basats en els hàbits de navegació, els «m'agrada» i les accions, també la informació de compra de l'audiència, el mercat objectiu i les audiències «similars».

### Afers fiscals
L'any 2010, Facebook va deixar de pagar impostos als Estats Units, on té la seu, per començar a tributar a Irlanda, quan aquesta crea un acord amb una companyia irlandesa. En va resultar una presumpta evasió d'impostos, ja que, en la revaloració, la companyia de Facebook s'hauria estalviat la quantitat de 9.000 milions de dòlars. L'IRS (el Servei d'Impostos Interns), encarregat de la recaptació fiscal i del compliment de les lleis tributàries, va demandar Facebook el 2020 davant del Tribunal Fiscal dels Estats Units. Amb aquesta perspectiva, la companyia es podria enfrontar a una multa de 9.000 milions d'euros. Aquest cas, continua estant en peu i Meta es podria enfrontar a una multa que podria oscil·lar entre els 3.000 i els 5.000 milions de dòlars.
La legislació del Congrés dels Estats Units del 2017, anomenada «Tax Cuts and Jobs of 2017», va canviar els càlculs de taxes globals de Facebook. Facebook Irlanda està subjecte a les taxes de la US GILTI en un 10,5% dels guanys mundials no tangibles (és a dir, als guanys irlandesos de la companyia). Tenint en compte que Facebook Irlanda paga alguns dels impostos, l'import mínim efectiu dels EUA per a Facebook seria de l'11%. En contraposició, Meta Inc. podria incórrer en una IP d'impostos especial d'un 13,125%, si aquests negocis d'Irlanda es transferissin de nou als EUA. La desgravació fiscal als EUA (un 21%, si ho comparem amb els Irlandesos, en la taxa GILTI) i l'accelerada despesa de capital, podria fer que aquest acabés tornant als 12%.
La diferència insignificant en les taxes dels EUA i Irlanda es va demostrar quan Facebook va moure 1.500 milions de comptes no-europeus als EUA per a limitar l'exposició al GDPR

## Instal·lacions

### Oficines
Els usuaris que es troben fora dels Estats Units i del Canadà estan contractats amb la filial irlandesa de Meta, Facebook Ireland Limited, que permet a Meta evitar els impostos dels EUA per a tots els usuaris d'Europa, Àsia, Austràlia, Àfrica i Amèrica del Sud. Meta fa servir l'acord Double irish, que li permet pagar un impost de societats del 2 al 3% sobre tots els ingressos internacionals. Al 2010, Facebook obra la seva quarta oficina a Hyderabad, India, on s'allotgen els equips de suport per als desenvolupadors i publicitat en línia, a més d'oferir suport a usuaris i anunciants. A l'Índia, Meta està registrat com a Facebook India Online Servicies Pvt Ltd.
També Facebook obre la seva seu a Londres al 2017, a Fitzrovia, al centre de Londres, al igual que també n'obra alguna altra a Cambridge, Massachusetts el 2018. Aquestes oficines van ser inicialment la seu de «Connectivity Lab», un grup centrat en oferir l'accés a Internet a aquells que no en tenen accés.

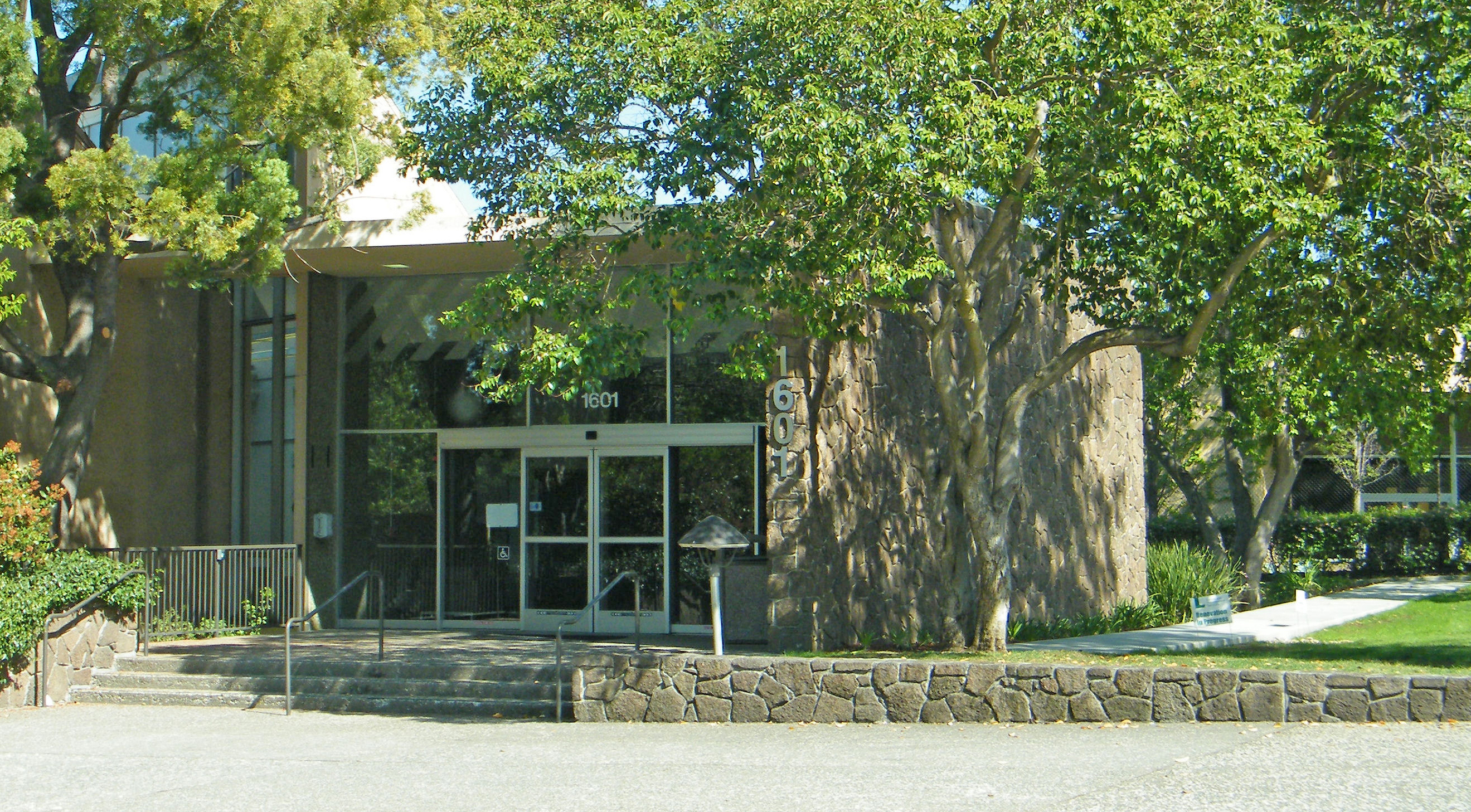
Seu anterior de Facebook al Stanford Research Park, Palo Alto, Califòrnia.

### Centres de dades
Al 2021, Facebook operava amb 18 campus de centres de dades. Amb aquests centres de dades, Facebook es va comprometre a comprar energia 100% renovable i a reduir les seves emissions de gasos d'efecte hivernacle un 75% per al 2020. A més a més, les tecnologies dels seus centres de dades inclouen l'anomenat Fabric Aggregator, un sistema de xarxa distribuït destinat a accelerar el «trànsit local", ja que any rere any, Facebook expandeix els seus centres de dades. La companyia ja ha anunciat 8 nous centres de dades a Prineville, Los Lunas, Huntsville i a Eagle Mountain, a més de expandir el centre de dades que té a Papillion, Nebraska.
Durant novembre del 2021, Tom Furlong, president de infraestructures i de centres de dades de Meta, va anunciar que actualment tenien 48 edificis actius i que tenien 47 més en construcció, i que, per tant, tindrien en un futur pròxim, un total de 70.

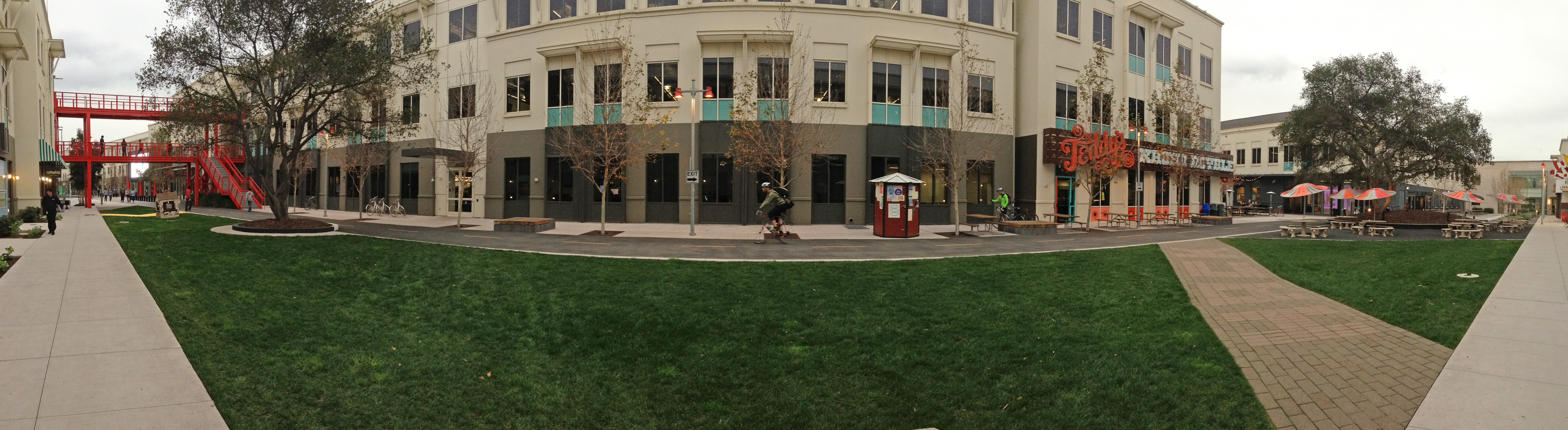
Dintre de les oficines centrals de Facebook, a Palo Alto

Durant l'octubre del 2021, aquest sistema de xarxes que maneja les dades entre els diferents centres de dades, el Fabric Aggregator, a causa d'una combinació d'errors, va trencar la connexió amb un sector clau de la xarxa, desconnectant tots els seus centres de dades d'Internet i deixant els seus servidors DNS inabastables. Aquest error, va provocar que s'acabés amb les operacions web de Facebook, Instagram i WhatsApp, amb una interrupció d'aquestes que va durar més de 5 hores, eliminant els serveis web utilitzats per més de 7 mil milions de comptes a tot el món.

## Recepció
La representant estatunidenca Alexandria Ocasio-Cortez, va respondre mitjançant un tuit a l'anunci de Zuckerberg sobre Meta: «Meta, en altres paraules, un càncer per a la democràcia, fent metàstasi en una màquina de vigilància i propaganda global per impulsar règims autoritaris i destruir la societat civil… amb ànim de lucre!"
Francis Haugen, una ex-empleada de Facebook i una de les denunciants darrere dels «Papers de Facebook», va respondre als esforços pel canvi de nom, expressant els seus dubtes sobre la capacitat de la companyia per a millorar mentre estigues dirigida per Mark Zuckerberg, i va instar al CEO a dimitir.
Durant novembre del 2021, un vídeo publicat per «Inspired by Iceland» es va fer viral. En el vídeo en qüestió, de to paròdic, sortia un doble de Mark Zuckerberg que promocionava «l'Icelandverse», un «lloc de realitat virtual millorada sense auriculars estúpids».

## Els «Papers de Facebook"
Durant l'octubre del 2021, la denunciant Francis Haugen, que va testificar al Congrés dels EUA denunciant les pràctiques de l'empresa, va presentar més de 10.000 pàgines de documents interns de Facebook com a revelacions a la Comissió de Valors i Borsa, i també els va proporcionar de forma editada. Poc després, el consorci va començar a publicar una sèrie d'articles, -els anomenats «The Facebook Papers"-, basats en els documents interns de l'empresa. Ofereixen una visió profunda de la cultura interna de Facebook, l'enfocament de la desinformació i la moderació del discurs d'odi, la investigació interna sobre el seu algorisme de newsfeed, la comunicació interna relacionada amb el 6 de gener, entre d'altres.

### Algunes revelacions dels papers de Facebook
El Wall Street Journal acaba publicant els milers de pàgines de documents interns de Facebook, filtrats per Haugen en forma de diversos articles. Els documents, incloïen una auditoria interna i un document que mostrava en temps real, les contramesures que els empleats de Facebook implementaven de forma tardana, van acabar retratant una empresa que no estava preparada davant com el moviment «Stop the Seal» feia servir la seva plataforma per a poder organitzar-se i que va acabar tenint un paper fonamental en la insurrecció del 6 de gener en el Capitoli, el qual, es va acabar tornant violent.
En els papers, també es va conèixer que els propis treballadors van donar la veu d'alarma en múltiples ocasions a causa de la incapacitat de la companyia per poder frenar una massiva difusió de missatges que incitaven a la violència, en països subdesenvolupats, com n'era el cas d'Etiòpia. Segons els documents, Facebook també sabria, d'ençà del 2018, l'existència de traficants de persones que utilitzaven les seves plataformes d'aquesta manera.